# Carnonaci
I Carnonaci (Carnonacae) furono una tribù della Britannia settentrionale menzionata soltanto da Tolomeo (161 d.C. circa). Si crede che siano vissuti in un periodo precedente a questa fonte storica, nell'area più tardi conosciuta come Ross-shire. Il loro nome è imparentato con quello del dio celtico Cernunnos o con il latino cornu, corno.  Niente si sa di questa popolazione antica.